# Jacques De Grave
 (mars 2018).
Si vous disposez d'ouvrages ou d'articles de référence ou si vous connaissez des sites web de qualité traitant du thème abordé ici, merci de compléter l'article en donnant les références utiles à sa vérifiabilité et en les liant à la section « Notes et références ».
Jacques De Grave, né le  19 février 1942 à Charleroi et décédé le 3 février 2010 à Etterbeek est un homme politique belge francophone, membre du Mouvement réformateur.

## Biographie
Jacques De Grave fut licencié en sciences politiques et diplomatiques, licencié en sciences de presse et de communication, directeur commercial.  
Il fut député bruxellois de 1991 à 1999 et sénateur; président de l'Association de la ville et des communes de la région de Bruxelles-Capitale (1995-2001), président de l'Association des villes et communes de Belgique (1999-2001).
Il fut échevin à Ixelles de 1982 à 2000; il fut conseiller communal à Ixelles depuis 1970 jusqu'à son décès.